# Malgasia milloti
Malgasia milloti is een rechtvleugelig insect uit de familie Mogoplistidae. De wetenschappelijke naam van deze soort is voor het eerst geldig gepubliceerd in 1949 door Lucien Chopard.